# 岩本勉
岩本 勉（いわもと つとむ、1971年5月11日 - ）は、大阪府八尾市出身の元プロ野球選手（投手）、野球解説者・タレント・YouTuber。右投右打。
1999年から2001年までは、岩本 ツトム（読み同じ）の名で選手登録していた。愛称は「ガンちゃん」。

## 経歴

### プロ入り前
在日韓国人二世の両親の間に生まれる。母は日本へ帰化していたため、岩本自身は日本国籍だったが、岩本姓は通称であり、当初は姉と弟とともに母の姓である大山が戸籍上の本名であった。1995年、父が日本国籍を取得した際に一家で岩本姓となった。弟は、10か月年下で同学年である。
阪南大学高等学校では複数のプロスカウトが視察に来る注目選手となったが、3年生のときに後輩の野球部員が起こした傷害事件が原因で大阪大会への出場を辞退する不運に見舞われる。1989年のドラフト2位で日本ハムファイターズに入団。契約金は5000万円、年俸は480万円（金額は推定）。

### 現役時代
1991年（2年目）に一軍初登板を果たし5試合に登板したが、無勝利に終わった。
1992年にイップスを発症。二軍にてバントフォーメーション練習時、ストライクが入らなかったために内野手が何度もバントフォーメーションを繰り返すことになったところ、二軍調整中の先輩内野手が敵意をむき出しにして「おい、お前何回走らすねん」と凄んで執拗に舌打ちを続けたことが原因でイップスとなった（YouTube上でその先輩の名前を聞かれたとき、岩本は「言えない」としながらも、「四国出身」と述べている。岩本現役時に、四国出身の先輩野手は白井一幸しかいなかったため、事実上特定されている）。結果、前半戦を棒に振り、後半戦に復帰するも二軍で17試合登板で1勝0敗、防御率8.39に終わり、一軍登板はなかった。
1993年は1年間室内練習場の片隅で1日1,000球のネットスローや、後輩の内野手である荒井昭吾に投球を打ってもらうなど、投げる感覚を取り戻すことに専念し、シーズン終盤にイースタン・リーグの千葉ロッテマリーンズ戦で実戦復帰した（奇しくも内野フライとなった実戦復帰後最初の打者の打球を捕球したのは、イップス克服に協力した荒井であった）。一軍登板はこのシーズンもなく、整理選手候補にも挙がったが、大沢啓二監督の要望で戦力外を免れる。秋季キャンプで、岩本が守備練習の送球は普通に投げられることに気付いた高橋一三コーチのアドバイスにより、その動きを取り入れるためにサイドスローに転向した。
1994年には、シーズンを通じてサイドスローを貫き、イースタン・リーグで月間MVPを獲得し、3年ぶりに一軍に昇格。勝ち星こそ無かったが9試合に登板する。同年のウィンターリーグではストッパーとして活躍した。
1995年、一軍投手コーチに就任した大石清のアドバイスをきっかけにスリークォーターにフォームを変え、7月14日の対西武ライオンズ戦でプロ初勝利を挙げると、ロングリリーフとして結果を残して先発ローテーションに定着。5勝7敗、防御率3.07の成績で、初めて規定投球回に到達した。
1996年、開幕戦が雨で流れたこともあり、結果的にではあるが初の開幕投手を務めた。初の2桁勝利となる10勝を記録した。
1997年、開幕から不調が続き途中リリーフに回るも持ち直し、先発に復帰したが規定投球回には届かなかった。
1998年の開幕直前に、開幕投手予定のキップ・グロスが怪我で離脱し、2年ぶりの開幕投手を任され、西武ドームで西武を相手に4安打で完封勝利を挙げた。球団史上初の開幕戦完封勝利で、完封リレーも過去に1983年の後楽園球場の阪急戦で2-0で勝利したのみだった(工藤幹夫→江夏豊の継投)。シーズンでも前半戦でリーグ10勝一番乗りを果たし、オールスターゲームに初出場し、2000年まで3年連続で球宴に監督推薦で選ばれた。しかし、チームの失速と共に岩本の成績も連動し、後半戦は1勝(4敗)しかできなかった。キャリアで1イニング3被本塁打を3度経験しているが、2度目となった5月8日の対ロッテ戦ではフリオ・フランコ、初芝清に連続被弾、佐藤幸彦にランニング本塁打されている。同年は11勝8敗、防御率4.11の成績で、10完投(ロッテの小宮山悟と共にリーグ最多タイ)を記録した。
1999年から登録名を「岩本ツトム」に変更した。開幕戦は東京ドームで近鉄を相手に3安打で完封勝利を達成した。開幕戦での2年連続完封勝利は、パ・リーグでは稲尾和久（西鉄）以来37年ぶりの記録。自己最多の13勝を挙げ、2年連続リーグ最多完投を達成した。
2000年、3年連続開幕投手を務め、西武の松坂大輔と投げ合い、6回まで無失点に押さえていたが7回に3失点で同点に追いつかれる。8回にチームは勝ち越し、岩本も8回を3失点で投げぬいた。しかし9回にチームは追いつかれてしまい勝敗は付かなかった。シドニーオリンピックの日本代表選手候補になるが、負傷を理由に辞退した。同年は24試合に登板したが、6勝12敗、防御率5.21に終わり、以降不振が続き満足な投球ができず徐々に登板機会が失われていった。
2001年も負け数が前年と同じ12で勝ち星は7勝にとどまるなど、前年とそれほど変化の見られないシーズンとなった。
2002年は登録名を本名に戻し自身最後の開幕投手となったが、故障でわずか4試合の登板に終わり、1勝しか挙げられなかった。
2003年は2試合に先発した以外は全てリリーフ登板で、計17試合に登板したものの、防御率6点台に終わった。
本拠地が札幌ドームに移転した2004年は開幕から先発ローテーションに入り4月17日の対千葉ロッテマリーンズ戦で736日ぶりの勝利を挙げた。しかし、その後は5連敗と勝てず、11試合の登板で1勝6敗防御率6.16に終わり、プレーオフでの登板機会も与えられなかった。
2005年5月21日、セ・パ交流戦の対読売ジャイアンツ2回戦（東京ドーム）で、5回表に野間口貴彦からプロ入り初本塁打を記録。これはパ・リーグが指名打者制を導入した1975年以降、日本人投手として初であり、外国人投手を含めても3本目。シーズンでは先発登板は2試合、合計10試合の登板で、2勝2敗、防御率5.96の成績に終わり、オフに自由契約となる。日本ハムの二軍投手コーチ就任を要請されたが固辞し、現役続行を希望した。
東北楽天ゴールデンイーグルスなどが興味を示したが入団には至らず、2006年1月23日に引退を表明した。3月5日、札幌ドームで行われたロッテとのオープン戦が引退試合となり、真剣勝負という約束で堀幸一1人に対して投球したが、安打を打たれている。

### 現役引退後
引退試合では新庄剛志が岩本に花束を渡して盛り上げた。
引退後はホリプロと契約し、北海道放送(HBCテレビ・HBCラジオ)・北海道テレビ・北海道文化放送・GAORA・フジテレビONE・文化放送解説者として活動している。引退直後、新聞媒体では日刊スポーツとの専属契約を結んでいたが、2022年現在は道新スポーツ・夕刊フジ野球評論家。ひょうきんな関西人らしいトークがトレードマーク。
2006年9月、プロ野球マスターズリーグの札幌アンビシャスに入団、登録名は「ガンちゃん」。ふりがなは「いわもとつとむ」となっている。
財政再建団体になった夕張市を応援しようと、当時の夕張市立緑小学校（現在閉校）の入学式でスピーチし、少年野球教室や講演を夕張で行うなど、夕張の青少年育成活動を行っている。
2020年5月18日、自身のYouTubeチャンネルを開設し配信を始める。
2022年2月23日、沖縄県に滞在中、自身が新型コロナウイルスに感染したことを、ホリプロや自身のSNSを通じて公表した。これにより、ガンちゃんの世界一面白いプロ野球の番組などを中心に、同24日より自身の仕事をすべてストップした。
2023年1月20日、北海道フロンティアリーグ・美唄ブラックダイヤモンズのスペシャルアンバサダー兼テクニカルアドバイザーに就任したことが発表された。

## 人物・エピソード
現役時代は、当時のパ・リーグでは有数の、パフォーマンスに優れた野球選手として知られていた。
- 「まいど！」の掛け声がトレードマークであり、ヒーローインタビューでは「1、2、3、まいどー!!」の掛け声が岩本の代名詞として知られる。ナイジェル・ウィルソンや下柳剛なども、ヒーローインタビューで「まいど！」を連呼していた。
- 「まいど！」がトレードマークとなった経緯として、ファンから「まいどっ、ガンちゃん」と声を掛けられており、それに岩本も「まいど！」と反応しており、それが広まって定着していった[15]。
- 山本リンダや和田アキ子の物真似でオフシーズンにテレビ出演しており、「勇者のスタジアム・プロ野球好珍プレー」（日本テレビ）では、岩本のコーナーも毎回放送されていた。

## 詳細情報

### 年度別投手成績
| 年 度      | 球 団      | 登 板 | 先 発 | 完 投 | 完 封 | 無 四 球 | 勝 利 | 敗 戦 | セ 丨 ブ | ホ 丨 ル ド | 勝 率 | 打 者 | 投 球 回 | 被 安 打 | 被 本 塁 打 | 与 四 球 | 敬 遠 | 与 死 球 | 奪 三 振 | 暴 投 | ボ 丨 ク | 失 点 | 自 責 点 | 防 御 率 | W H I P |
| ---------- | ---------- | ----- | ----- | ----- | ----- | -------- | ----- | ----- | -------- | ----------- | ----- | ----- | -------- | -------- | ----------- | -------- | ----- | -------- | -------- | ----- | -------- | ----- | -------- | -------- | ------- |
| 1991       | 日本ハム   | 5     | 0     | 0     | 0     | 0        | 0     | 0     | 0        | --          | ----  | 37    | 9.0      | 7        | 1           | 3        | 0     | 0        | 2        | 0     | 0        | 3     | 2        | 2.00     | 1.11    |
| 1994       | 日本ハム   | 9     | 1     | 0     | 0     | 0        | 0     | 2     | 0        | --          | .000  | 95    | 21.0     | 26       | 1           | 6        | 0     | 1        | 10       | 1     | 0        | 14    | 12       | 5.14     | 1.52    |
| 1995       | 日本ハム   | 29    | 12    | 3     | 0     | 0        | 5     | 7     | 0        | --          | .417  | 536   | 132.0    | 106      | 15          | 46       | 2     | 1        | 113      | 4     | 1        | 52    | 45       | 3.07     | 1.15    |
| 1996       | 日本ハム   | 27    | 27    | 4     | 1     | 0        | 10    | 9     | 0        | --          | .526  | 730   | 176.0    | 160      | 15          | 51       | 1     | 6        | 144      | 5     | 0        | 80    | 78       | 3.99     | 1.24    |
| 1997       | 日本ハム   | 27    | 19    | 2     | 0     | 0        | 7     | 6     | 3        | --          | .538  | 501   | 114.0    | 125      | 19          | 47       | 2     | 5        | 75       | 5     | 0        | 60    | 60       | 4.74     | 1.51    |
| 1998       | 日本ハム   | 27    | 27    | 10    | 2     | 2        | 11    | 8     | 0        | --          | .579  | 780   | 181.2    | 186      | 26          | 59       | 2     | 6        | 110      | 4     | 0        | 90    | 83       | 4.11     | 1.35    |
| 1999       | 日本ハム   | 27    | 27    | 9     | 2     | 0        | 13    | 11    | 0        | --          | .542  | 831   | 189.0    | 181      | 14          | 93       | 1     | 6        | 158      | 4     | 1        | 86    | 80       | 3.81     | 1.45    |
| 2000       | 日本ハム   | 24    | 22    | 6     | 0     | 0        | 6     | 12    | 0        | --          | .333  | 678   | 155.1    | 162      | 16          | 77       | 0     | 5        | 98       | 2     | 0        | 92    | 90       | 5.21     | 1.54    |
| 2001       | 日本ハム   | 22    | 21    | 6     | 0     | 1        | 7     | 12    | 0        | --          | .368  | 625   | 143.0    | 150      | 27          | 60       | 2     | 1        | 94       | 6     | 0        | 81    | 78       | 4.91     | 1.47    |
| 2002       | 日本ハム   | 4     | 4     | 0     | 0     | 0        | 1     | 2     | 0        | --          | .333  | 85    | 17.0     | 25       | 4           | 10       | 1     | 0        | 12       | 1     | 1        | 14    | 13       | 6.88     | 2.06    |
| 2003       | 日本ハム   | 17    | 2     | 0     | 0     | 0        | 0     | 2     | 0        | --          | .000  | 125   | 26.2     | 37       | 7           | 8        | 0     | 3        | 17       | 3     | 0        | 20    | 19       | 6.41     | 1.69    |
| 2004       | 日本ハム   | 11    | 11    | 0     | 0     | 0        | 1     | 6     | 0        | --          | .143  | 263   | 57.0     | 67       | 9           | 24       | 0     | 5        | 36       | 0     | 0        | 41    | 39       | 6.16     | 1.60    |
| 2005       | 日本ハム   | 10    | 2     | 0     | 0     | 0        | 2     | 2     | 0        | 0           | .500  | 95    | 22.2     | 26       | 7           | 3        | 0     | 1        | 16       | 1     | 0        | 15    | 15       | 5.96     | 1.28    |
| 通算：13年 | 通算：13年 | 239   | 175   | 40    | 5     | 3        | 63    | 79    | 3        | 0           | .444  | 5381  | 1244.1   | 1258     | 161         | 487      | 11    | 40       | 885      | 36    | 3        | 648   | 614      | 4.44     | 1.40    |

- 各年度の太字はリーグ最高

### 記録
初記録
投手記録
- 初登板：1991年8月20日、対福岡ダイエーホークス21回戦（山形県野球場）、8回表に3番手で救援登板・完了、2回2失点（自責点1）
- 初奪三振：1991年9月3日、対福岡ダイエーホークス23回戦（東京ドーム）、7回表に広永益隆から
- 初先発登板：1994年9月28日、対千葉ロッテマリーンズ25回戦（東京ドーム）、1回3失点で敗戦投手
- 初勝利・初先発勝利・初完投勝利：1995年7月14日、対西武ライオンズ15回戦（東京ドーム）、9回1失点
- 初完封勝利：1996年9月11日、対オリックス・ブルーウェーブ21回戦（東京ドーム）
- 初セーブ：1997年5月31日、対千葉ロッテマリーンズ7回戦（東京ドーム）、8回表に4番手で救援登板・完了、2回2失点

打撃記録
- 初安打・初本塁打・初打点：2005年5月21日、対読売ジャイアンツ2回戦（東京ドーム）、5回表に野間口貴彦から左越ソロ

節目の記録
- 1000投球回数：2001年4月8日、対西武ライオンズ3回戦（東京ドーム）、8回表二死目に中嶋聡を遊撃ゴロ併殺打で達成（実際は三死目） ※史上288人目

その他の記録
- オールスターゲーム出場：3回（1998年 - 2000年）

### 背番号
- 20（1990年 - 1992年）
- 38（1993年 - 1995年）
- 18（1996年 - 2005年）

### 登録名
- 岩本 勉（いわもと つとむ、1990年 - 1998年、2002年 - 2005年）
- 岩本 ツトム（いわもと つとむ、1999年 - 2001年）

## 関連情報

### 著書
- 『ガンちゃんの世界一おもしろいプロ野球の本』（青春出版社）ISBN 4413035917
- 『ガンちゃんの日本一泣けるファイターズの本』（青春出版社）ISBN 4413036263
- 『ガンちゃんの人に話したくなるプロ野球の面白ネタ本』（青春出版社）ISBN 4413036409
- 『ガンちゃんのファイターズ選手のスゴいい話』（朝日新聞出版）ISBN 9784022508492
- 『2012年版 ガンちゃんのファイターズの応援が100倍楽しくなる本』（朝日新聞出版）ISBN 9784022509581
- 『人を育てるファイターズの秘密』（朝日新聞出版）ISBN 9784022510655
- 『日本一よくわかる北海道日本ハム 強さの理由 なぜ常勝球団になれたのか』（プレジデント社）ISBN 9784833422253

### 関連書籍
- 『夏を赦す』（長谷川晶一著、廣済堂出版、2013年9月、ISBN 9784331517482）

### 現在の出演番組

#### テレビ
- 『S☆1 BASEBALL』（HBCテレビ他、系列各社[注 2]制作のファイターズ戦に登場）
- 『スーパーベースボール』（北海道テレビ他、系列各社制作のファイターズ戦に登場。テレビ朝日制作分は副音声が中心）
- 『FFFFF』（北海道テレビ）
- 『プロ野球ニュース』（フジテレビONE）日曜日メインキャスター
- 『情報ライブ ミヤネ屋』（読売テレビ）パネリストとして不定期出演
- 『S☆1』（TBSテレビ）S☆1ファミリーとして不定期出演
- 『なまら! 北海道日本ハムファイターズ』→『GAORAプロ野球中継・日本ハムファイターズ戦』（GAORA）
- 『月刊ファイターズTV』→『週刊ファイターズTV』（GAORA）メインキャスター兼コメンテーター
- 『メジャーリーグ観戦ガイド!』（旅チャンネル）
- 『イチモニ!』（北海道テレビ）土曜コメンテーター
- 『朝生ワイド す・またん!』→『す・またん!』（読売テレビ）不定期出演
- 『ZIP!』（関西ローカルパート）（読売テレビ）不定期出演
- 『今日ドキッ!』（HBCテレビ）
- 『HAPPY MONDAY BASEBALL 今週のプロ野球とことん予想』（BSスカパー）

#### ラジオ
HBCラジオ
- HBCファイターズナイター - 解説者
- 朝刊さくらい - 8:20頃「スポーツプラスワン」月曜「ガンちゃんのまいど!」に電話出演
- ガンちゃんの世界一面白いプロ野球の番組（日曜 12:00-13:30）

文化放送
- 文化放送ライオンズナイター - 解説者
  - 土・日曜の『文化放送ホームランナイター』には、NRNナイターとして競合局のSTVラジオ『STVファイターズLIVE』にネットされる可能性があるため出演していなかった。
  - なお、HBCラジオと文化放送は2018年から相互にプロ野球中継をネットしている。また、HBCラジオへの裏送りではTBSラジオ（2017年まで）・ニッポン放送の制作時に出演することがある。
- 岩本勉のまいどスポーツ（月曜 17:45-18:30）

CM
- 三井住友銀行「カードローン カードレスが選べちゃいますローン」

### 過去の出演番組
- ネプリーグ (2006年3月27日)
- 和田アキ子殺人事件（2007年2月12日放送、TBSテレビ）
- アスリート応援TV! ニッポン!チャ×3（TBSテレビ）
- 吉田照美のやる気MANMAN!マイクサイドボクシング「俺に言わせろ!」（文化放送）
- 日野ミッドナイトグラフィティ 走れ!歌謡曲（文化放送）
- たかじんのそこまで言って委員会（読売テレビ）※不定期出演
- ゴチャ・まぜっ!水曜日（MBSラジオ）
- Eスポーツ（HBCテレビ）※隔週出演
- スポーツワイド Fの炎〜SPORT HOKKAIDO〜（北海道文化放送・月曜 24:45-25:45） ※鎌ケ谷リポーター
- 生中継 ふるさと一番!（NHK総合）※旅人（レギュラーゲスト）として不定期出演
- 一度は行きたい!にっぽん露天風呂の旅（パワーテレビジョン制作）
- 『旅ちゃんガイド』第34話（旅チャンネル）
- あぐり王国北海道NEXT（2023年7月29日放送、HBCテレビ）

### ネット
- 「まいど!岩本です。」（ファイターズオフィシャル携帯サイト・毎週月曜日更新）
- スピードワゴンの月曜The NIGHT（2021年3月23日、ABEMA）[16]